# Kramkowo Lipskie
Kramkowo Lipskie [pronunciación en polaco: /kramˈkɔvɔ ˈlipskʲɛ/] es una aldea ubicada en el distrito administrativo de Gmina Nur, dentro del condado de Ostrów Mazowiecka, Voivodato de Mazovia, en el centro-este de Polonia. Se encuentra a unos 6 kilómetros al este de Nur, a 37 kilómetros al sureste de Ostrów Mazowiecka, y a 108 kilómetros al noreste de Varsovia.
El pueblo tiene una población de 166 habitantes.